# Canillas de Aceituno
Canillas de Aceituno is een gemeente in de Spaanse provincie Málaga in de regio Andalusië met een oppervlakte van 42 km². In 2007 telde Canillas de Aceituno 2336 inwoners.

Locatie in de provincie

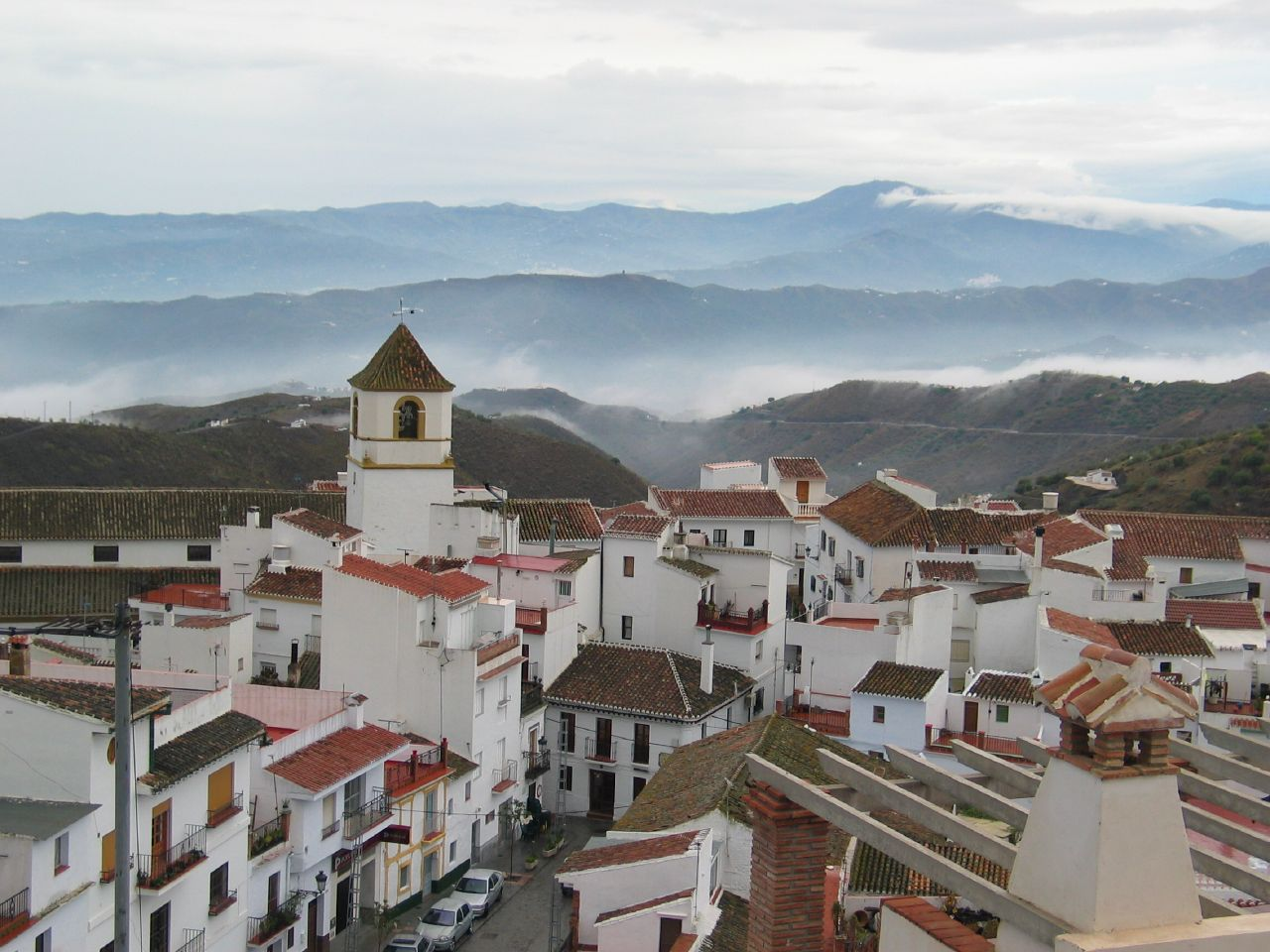